# 司法節
中華民國的司法節始於1943年1月11日，該日中華民國與美國和英國等國聯訂平等新约、廢除治外法權後，中國的司法才得完全獨立，國民政府乃定1月11日為司法節。